# Bellingcat
Bellingcat (także bell¿ngcat) – brytyjska witryna dziennikarstwa śledczego, która specjalizuje się w sprawdzaniu faktów i białym wywiadzie. Została założona przez brytyjskiego dziennikarza Eliota Higginsa w lipcu 2014 r. Bellingcat publikuje wyniki dochodzeń dziennikarzy zawodowych, ale także wolontariuszy, w tematach takich jak łamanie praw człowieka, przestępczość i działania wojenne. Bellingcat publikuje również przewodniki po swoich technikach.
Pierwsze reportaże witryny dotyczyły wojny domowej w Syrii. Późniejsze raporty o wojnie w Donbasie (w tym o zestrzeleniu samolotu Malaysia Airlines 17), nalocie na El Junquito, wojnie domowej w Jemenie i działaniach rosyjskiej FSB (w tym otruciu Sergeia Skripala i Aleksieja Nawalnego) przyciągnęły międzynarodową uwagę i były także przedmiotem badań naukowych.
W 2018 roku ukazał się film dokumentalny Bellingcat: Truth in a Post-Truth World. W 2019 roku film ten, przedstawiający dziennikarstwo śledcze Bellingcat, zdobył Nagrodę Emmy w kategorii międzynarodowej dla filmu dokumentalnego.
8 października 2021 roku Bellingcat został uznany w Rosji za agenta zagranicy.